# 阿夏乡
阿夏乡，是中华人民共和国甘肃省甘南藏族自治州迭部县下辖的一个乡镇级行政单位。

## 行政区划
阿夏乡下辖以下地区：
克浪村和纳告村。